# Hamburg-Barmbek
Hamburg-Barmbek – przystanek kolejowy w Hamburgu, w Niemczech. Jest obsługiwany przez linie S1 i S11 kolei miejskiej S-Bahn. Znajduje się tu również stacja metra linii U3. Przystanek został otwarty w 1906 i jest umiejscowiony na linii Hamburg-Altonaer Verbindungsbahn. Według klasyfikacji Deutsche Bahn posiada kategorię 4.